# Стефани, Евгений Павлович
Евгений Павлович Стефа́ни (1914—1982) — доктор технических наук, профессор. Лауреат Сталинской премии третьей степени (1950). Директор Центрального научно исследовательского института комплексной автоматизации (ЦНИИКА).

## Биография
Евгений Павлович Стефани родился в 1914 году.
Поступил в МЭИ в 1935 году, и окончил обучение в институте в 1940 году. В том же году начал работать инженером в лаборатории автоматики Всесоюзного теплотехнического института Министерства энергетики СССР.
В 1941—1943 годах был на фронте командиром роты связи. В 1946 году стал заведующим лабораторией автоматики ВТИ и проработал там до 1956 года. В лаборатории работали над созданием электронного регулятора, выполняющего ПИ- и ПИД- законы регулирования.  В начале 1950-х годов он защитил кандидатскую диссертацию. В 1955 году была опубликована монография «Электронные автоматические регуляторы тепловых процессов», которую он написал совместно с В. Д. Мироновым. В 1956 году он начал читать в МЭИ курс лекций по автоматизации тепловых установок электростанций.
После образования Государственного всесоюзного Центрального ордена Трудового Красного Знамени научно-исследовательского института комплексной автоматизации, был назначен на должность первого директора института.
В 1960 году публикуется его книга «Основы расчета настройки регуляторов».
В 1964 году Евгений Павлович Стефани защитил докторскую диссертацию.
В 1972 году выходит книга под его редакцией «Промышленные автоматические регуляторы».
В 1968—1982 годах учёный заведовал кафедрой автоматизированных систем управления тепловыми процессами Московского энергетического института.
Умер в феврале 1982 года.

## Признание
- Сталинская премия третьей степени (1950) — за разработку и внедрение в промышленность электронных автоматических регуляторов тепловых процессов